# Adesivante
Un adesivante è una sostanza chimica che si aggiunge ad un composto per migliorarne le capacità adesive. 
Gli adesivanti hanno un basso peso molecolare e una temperatura di transizione vetrosa e un punto di rammollimento superiori alla temperatura ambiente, per cui possiedono proprietà viscoelastiche adeguate.
Gli adesivanti sono solitamente resine naturali, principalmente di origine vegetale (ad es. colofonia e suoi derivati, resine terpeniche), ma si impiegano anche alcune resine sintetiche, come quelle derivate dal petrolio o dal catrame (resine idrocarburiche). 

## Usi
Gli adesivanti vengono aggiunti agli adesivi elastomeri a base di gomma naturale, dato che quest’ultima possiede una bassa capacità di adesione. Vengono usati per la preparazione degli adesivi a caldo e degli adesivi sensibili alla pressione. Molti adesivi sensibili alla pressione sono una miscela di gomme (naturali o sintetiche) e una resina adesivante. 
Oltre che per la produzione di adesivi, gli adesivanti sono usati nelle vernici, in alcuni prodotti per l’edilizia come i rasanti per intonaco e nei grassi lubrificanti. 
In agricoltura, gli adesivanti vengono aggiunti alle soluzioni di  fitofarmaci per favorirne l’adesione sulla superficie dei vegetali irrorati.